# Graham Walker (Rennfahrer)

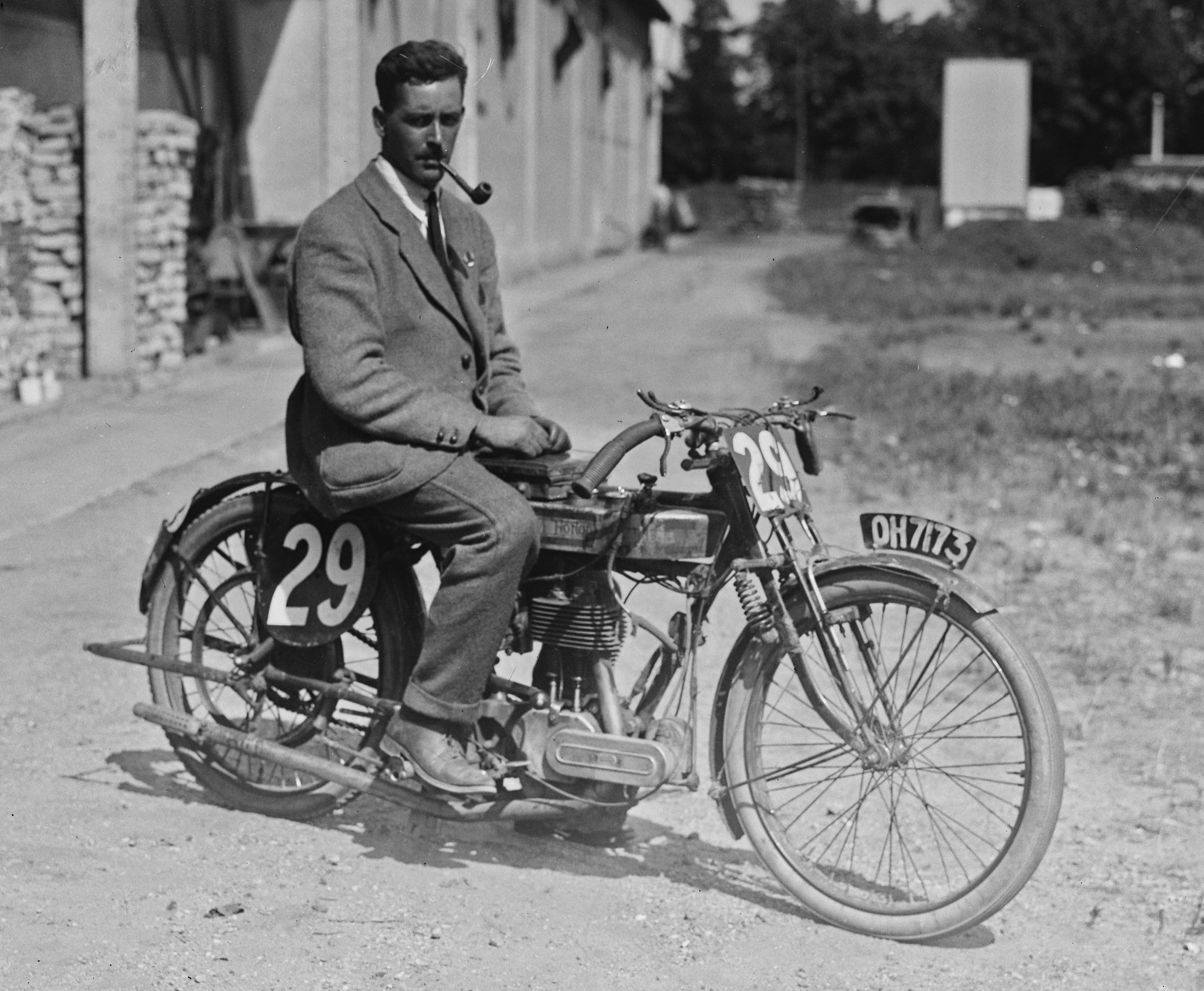
Graham Walker, 1921

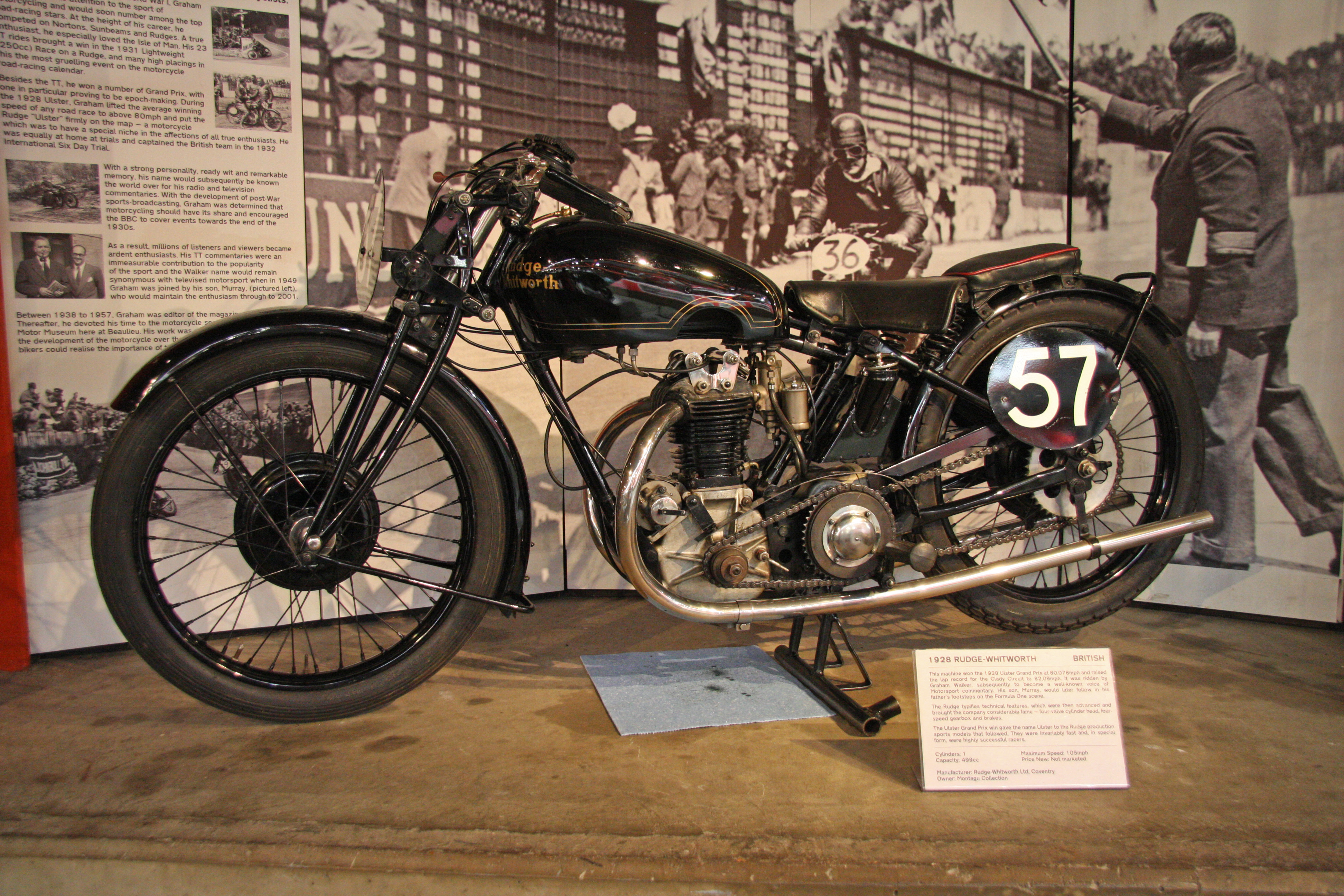
Die 500-cm³-Rudge, mit der Graham Walker 1928 den Ulster Grand Prix gewann.

Graham William Walker (* 1896 in Wallington, Surrey; † 7. September 1962 in New Forest, Hampshire) war ein britischer Motorradrennfahrer und Journalist.

## Leben
Graham Walker wurde 1896 in Wallington, das heute zum London Borough of Sutton gehört, als Sohn von William, der Secretary der Union-Castle Line war, und Jessie Walker geboren. Er hatte fünf Geschwister, drei Brüder und zwei Schwestern. Walker war mit Elsie Spratt verheiratet, zusammen hatten die beiden einen Sohn, Graeme Murray Walker (1923–2021), der lange Jahre als Reporter und TV-Kommentator arbeitete.
Graham Walker begann im Alter von 13 Jahren mit dem Motorradfahren. Während des Ersten Weltkrieges diente er als Kradmelder im Royal Engineers Signal Service und war damals der jüngste offizielle Sergeant Major. Im Kriegsverlauf zog der Brite sich eine Beinverletzung zu, wegen der er 1918 aus dem aktiven Dienst ausschied und die ihn fortan dazu zwang, die Fußbremshebel seiner Maschinen zu modifizieren. Während des Zweiten Weltkrieges war Walker Teil einer Kampagne, die darauf abzielte, neue Kradmelder für die British Army anzuwerben.
Im Jahr 1935, nachdem er seine Rennfahrerkarriere beendet hatte, wurde Walker von der BBC als Kommentator für Motorradrennen im Rundfunk und später auch im Fernsehen engagiert. Ab 1949 arbeitete er dabei mit seinem Sohn Murray zusammen.
Von 1938 bis 1954 war Walker Redakteur der wöchentlich erscheinenden Motorrad-Zeitschrift Motor Cycling, die er während des Zweiten Weltkrieges nahezu allein herausgab. Danach arbeitete er als Direktor des National Motor Museum in Beaulieu, Hampshire. Dort führte seine Begeisterung für den Erhalt historischer Motorräder zum Aufbau einer Motorrad-Abteilung, bei der er eng mit dem Museumsgründer Lord Montagu zusammenarbeitete. Seine Verdienste um das Museum wurden später mit der Widmung der Graham Walker Motorcycle Gallery gewürdigt. Außerdem war Walker auch eine Zeit lang Präsident der TT Riders Association.
Graham Walker starb am 7. September 1962.

## Karriere
In den frühen 1920er-Jahren war Graham Walker Werksfahrer für Norton, die in Birmingham beheimatet waren. 1923 fuhr er im Gespann-Rennen der Isle of Man TT den zweiten Rang hinter dem Douglas-Duo Freddie Dixon / Walter Derry ein. Im folgenden Jahr konnte Walker auf Sunbeam mit dem Sieg im 500-cm³-Rennen um den Großen Preis der Schweiz auf dem Circuit de Meyrin in Genf seinen ersten internationalen Erfolg verbuchen.
Im Jahr 1925 wechselte Graham Walker als Renndirektor und Werksfahrer endgültig zu Sunbeam nach Wolverhampton. 1926 gewann er den 500er-Lauf des Ulster Grand Prix in Nordirland. Im folgenden Jahr siegte der Brite beim Halbliterlauf um den Großen Preis von Deutschland auf Nürburgring, bei dem die Titel der Motorrad-Europameisterschaft 1927 vergeben wurden, vor Stanley Woods (Norton) und Cecil Ashby (Rudge), und krönte sich damit zum ersten Mal in seiner Laufbahn zum Europameister.
Zur Saison 1928 wechselte Graham Walker von Sunbeam zu Rudge nach Coventry, wo er Verkaufs- und Rennleiter wurde und seine Rennfahrerkarriere fortsetzte. Im Rennen der Senior TT schied er nur wenige Kilometer vor dem Ziel in Führung liegend aus. Zwei Wochen Später gewann er das Halbliterrennen um die Dutch TT in Assen. Am 1. September 1928 setzte sich der Brite auf einer Rudge Ulster in einem über zwei Stunden andauernden Duell gegen Charlie Dodson beim 500-cm³-Lauf um den Ulster Grand Prix durch. Er wurde dabei der erste Fahrer in der Geschichte des Rennens, der mit einer Durchschnittsgeschwindigkeit von über 80 mph (128,75 km/h) gewann. Im folgenden Jahr konnte Walker diesen Sieg wiederholen. 1930 gewann der Brite erneut die 500er-Grands-Prix von Deutschland und in den Niederlanden.
In der Saison 1931 konnte Graham Walker den einzigen Isle-of-Man-TT-Sieg seiner Laufbahn feiern. Er gewann das Lightweight-Rennen (250-cm³-Klasse) auf einer neuen und vorher nur wenig erprobten Rudge überlegen vor seinem Teamkollegen Henry Tyrell-Smith und Ted Mellors (New Imperial). Wenige Wochen später gewann er beim 12ème Grand Prix de l’UMF in Montlhéry den Viertelliterlauf vor Paddy Johnston (Moto Guzzi) und sicherte sich damit den EM-Titel in dieser Hubraumklasse.
Im selben Jahr siegte er auch in dem North-West-200- Straßenrennen.
Graham Walker nahm neben seinen Aktivitäten bei Straßenrennen auch an der Internationalen Sechstagefahrten teil. 1926 und 1927 gewann er mit dem Trophy-Team die 8. und die 9. Internationale Sechstagefahrt, 1928 war er Mitglied der siegreichen Silbervasenmannschaft bei der 10. Internationalen Sechstagefahrt.
1932 führte er seine Mannschaft als Kapitän zum Gewinn der Silbervase bei der 14. Internationalen Sechstagefahrt im italienischen Meran.

## Statistik

### Erfolge
- 1927 – 500-cm³-Europameister auf Sunbeam
- 1931 – 250-cm³-Europameister auf Rudge
- 1932 – Gewinn der Silbervase bei der Internationalen Sechstagefahrt

### Isle-of-Man-TT-Siege
| Jahr | Klasse                | Maschine | Durchschnittsgeschwindigkeit |
| ---- | --------------------- | -------- | ---------------------------- |
| 1931 | Lightweight (250 cm³) | A.J.S.   | 68,98 mph (111,01 km/h)      |

### North-West-200-Siege
| Jahr | Klasse  | Maschine | Durchschnittsgeschwindigkeit |
| ---- | ------- | -------- | ---------------------------- |
| 1931 | 350 cm³ | Rudge    | 67,39 mph (108,45 km/h)      |

### Weitere Siege
(gefärbter Hintergrund = Europameisterschaftslauf)
| Jahr | Klasse  | Maschine | Rennen                       | Strecke             |
| ---- | ------- | -------- | ---------------------------- | ------------------- |
| 1924 | 500 cm³ | Sunbeam  | Großer Preis der Schweiz     | Genf                |
| 1926 | 500 cm³ | Sunbeam  | Ulster Grand Prix            | Clady Circuit       |
| 1927 | 500 cm³ | Sunbeam  | Großer Preis von Deutschland | Nürburgring         |
| 1928 | 500 cm³ | Rudge    | Dutch TT                     | Circuit van Drenthe |
| 1928 | 500 cm³ | Rudge    | Ulster Grand Prix            | Clady Circuit       |
| 1929 | 500 cm³ | Rudge    | Ulster Grand Prix            | Clady Circuit       |
| 1930 | 500 cm³ | Rudge    | Großer Preis von Deutschland | Nürburgring         |
| 1930 | 500 cm³ | Rudge    | Dutch TT                     | Circuit van Drenthe |
| 1931 | 250 cm³ | Rudge    | Großer Preis der UMF         | Montlhéry           |
| 1932 | 250 cm³ | Rudge    | Spanische TT                 | Castrejana          |
| 1932 | 500 cm³ | Rudge    | Spanische TT                 | Castrejana          |

## Verweise